# Nuscope Recordings
Nuscope Recordings is een Amerikaans platenlabel voor jazz, free jazz, vrije improvisatie en hedendaagse avant-garde-klassieke muziek. Het werd in 1998 opgericht door producer Russell Summers en was lange tijd gevestigd in Dallas, tegenwoordig houdt het kantoor in Fort Worth. Het label heeft albums uitgebracht van onder meer Fred Van Hove, verschillende platen van Georg Graewe (solo en o.m. met John Butcher en een trio met Marcio Mattos en Michael Vatcher), Ben Goldberg, Sten Sandell, Alberto Braida, het trio 2nd Outlet (met Luc Houtkamp, Cor Fuhler en Martin Blume), Denman Maroney, en een trio met Achim Kaufmann, Frank Gratkowski en Wilbert de Joode.